# Lecane nitida
Lecane nitida är en hjuldjursart som först beskrevs av Murray 1913.  Lecane nitida ingår i släktet Lecane och familjen Lecanidae. Inga underarter finns listade i Catalogue of Life.